# Lili Bontemps
Pour les personnes ayant le même patronyme, voir Bontemps.
Hélène Biec, dite Lili Bontemps, née le 9 janvier 1921 à Gastes et morte le 27 janvier 1979 au Bouscat, est une chanteuse et actrice française.

## Filmographie
- 1950 : Le Bagnard de Willy Rozier
- 1951 : Le Chéri de sa concierge de René Jayet
- 1953 : Au diable la vertu, de Jean Laviron
- 1954 : Le Chevalier de la nuit de Robert Darène
- 1954 : L'Île aux femmes nues, de Henri Lepage
- 1954 : Scènes de ménage, de André Berthomieu
- 1965 : L'Amour à la mer, de Guy Gilles
- 1968 : Au pan coupé de Guy Gilles